# Джоан К'юсак
Джоан Мері К'юсак (англ. Joan Mary Cusack; нар. 11 жовтня 1962, Нью-Йорк, США) — американська акторка, комікеса, сценаристка. Номінантка Премії «Оскар» за найкращу жіночу роль другого плану за її роботу у романтичних комедіях «Ділова дівчина» (1988) і «Вхід та вихід» (1997). За другу стрічку вона також була номінована на отримання «Золотого глобуса».
Вона є голосом Джессі з серії мультфільмів «Історія іграшок». З 1985 по 1986 рік була учасницею комедійного шоу «Суботнього вечора в прямому ефірі». З 2011 року знімалась у серіалі каналу Showtime «Безсоромні», за роботу в якому п'ять разів поспіль номінувалась на отримання премії «Еммі», та яку отримала 2015 року. Сестра акторів Енн та Джона К'юсака.

## Ранні роки
Народилась 1962 року в Нью-Йорку й виросла в Еванстоні, Іллінойс. Її мати, Енн Пола «Ненсі» — колишня вчителька математики та політична активістка, а батько, Дік — актор. Вона має брата і сестру — вони також актори. Родина К'юсак ірландського походження. 1984 року закінчила Університет Вісконсин-Медісон, де здобула ступінь бакалавра з англійської мови. Вона також навчалася імпровізації в «The Story Theatre».

## Кар'єра
К'юсак двічі була номінована на отримання Премії «Оскар» за найкращу жіночу роль другого плану за її роботу у романтичних комедіях «Ділова дівчина» і «Вхід та вихід». Зі своїм братом Джоном знялася у десяти фільмах: «Клас», «Шістнадцять свічок», «Грендв'ю, США», «Теленовини», «Скажи хоч щось», «Вбивство у Гросс-Пойнті», «Колиска гойдатиметься», «Фанатик», «Марсіанське дитя» та «Корпорація Війна».
1993 року зіграла вбивцю Деббі Джелінскі у фільмі «Моральні цінності сімейки Адамсів». Однією з найвідоміших ролей К'юсак стала її робота у фільмі «Школа року», де вона втілила директорку школи Роузалі Маллінс. Згодом озвучила Джессі у мультфільмах «Історія іграшок 2» та «Історія іграшок 3», а також зіграла лікарку Бертон у стрічці «Переваги скромників».
К'юсак також була постійною учасницею шоу «Суботнього вечора в прямому ефірі».
Вона 4 рази була номінована на отримання премії American Comedy Awards як найсмішніша акторка другого плану, з яких виграла три: за ролі у стрічках «Наречена-втікачка», «Ділова дівчина» та «Вхід та вихід». «Спільнота кінокритиків Нью-Йорка» також визнала її як Найкращу акторку другого плану за фільм «Вхід та вихід».
У вересні 2010 року знялася у серіалі «Закон і порядок: Спеціальний корпус». Тоді ж почала зйомки у телесеріалі каналу Showtime «Безсоромні». За роботу в «Безсоромних» двічі, 2011 та 2012 року, номінувалась на отримання премії «Еммі» як Найкраща запрошена акторка у драматичному телесеріалі та тричі, 2013, 2014 та 2015 року, як Найкраща запрошена акторка у комедійному телесеріалі, отримавши премію 2015 року.

## Особисте життя
З 1996 року одружена з Річардом Берком, президентом компанії Envoy Global. Подружжя виховує двох синів — Ділана Джона (1997) та Майлза (2000). Сім'я проживає у Чикаго.

## Вибрана фільмографія
| Рік       |    | Українська назва                    | Оригінальна назва                 | Роль                                 |
| --------- | -- | ----------------------------------- | --------------------------------- | ------------------------------------ |
| 1980      | ф  | Мій охоронець                       | My Bodyguard                      | Шеллі                                |
| 1983      | ф  | Клас                                | Class                             | Джулія                               |
| 1984      | ф  | Шістнадцять свічок                  | Sixteen Candles                   | дівчина-заучка 1                     |
| 1984      | ф  | Грендв'ю, США                       | Grandview, U.S.A.                 | Мері Мейн                            |
| 1985—1986 | с  | Суботнього вечора в прямому ефірі   | Saturday Night Live               | різні ролі, 17 серій                 |
| 1987      | ф  | Теленовини                          | Broadcast News                    | Блер Літто                           |
| 1988      | ф  | Зірки і смуги                       | Stars and Bars                    | Ірен Стайн                           |
| 1988      | ф  | Одружена з мафією                   | Married to the Mob                | Роуз                                 |
| 1988      | ф  | Ділова дівчина                      | Working Girl                      | Сін                                  |
| 1989      | ф  | Скажи хоч щось                      | Say Anything...                   | Констанс Доблер                      |
| 1992      | ф  | Герой                               | Hero                              | Евелін Лаплант                       |
| 1992      | ф  | Іграшки                             | Toys                              | Алсатія Зево                         |
| 1993      | ф  | Моральні цінності сімейки Адамсів   | Addams Family Values              | Деббі Джелінскі                      |
| 1994      | ф  | Корріна, Корріна                    | Corrina, Corrina                  | Джоунсі                              |
| 1995      | ф  | Дев'ять місяців                     | Nine Months                       | Гейл Дваєр                           |
| 1997      | ф  | Вбивство у Гросс-Пойнті             | Grosse Pointe Blank               | Марселла Мейс                        |
| 1997      | ф  | Вхід та вихід                       | In & Out                          | Емілі Монтгомері                     |
| 1999      | ф  | Дорога на Арлінгтон                 | Arlington Road                    | Шеріл Ленг                           |
| 1999      | ф  | «Колиска гойдатиметься»             | Cradle Will Rock                  | Гейзел Гаффмен                       |
| 1999      | ф  | Наречена-втікачка                   | Runaway Bride                     | Пеггі Флемінг                        |
| 1999      | мф | Історія іграшок 2                   | Toy Story 2                       | Джессі (голос)                       |
| 2000      | ф  | «Фанатик»                           | High Fidelity                     | Ліз                                  |
| 2000      | ф  | Там, де серце                       | Where the Heart Is                | Рут Меєрс                            |
| 2003      | ф  | Луні Тюнз: Знову в дії              | Looney Tunes: Back in Action      | Мати                                 |
| 2003      | ф  | Школа року                          | School of Rock                    | Роузалі Маллінс                      |
| 2004      | ф  | Модна матуся                        | Raising Helen                     | Дженні Портман                       |
| 2004      | ф  | Останній кадр                       | The Last Shot                     | Фанні Неш                            |
| 2005      | мф | Курча Ціпа                          | Chicken Little                    | Еббі Маллард (голос)                 |
| 2007      | ф  | Марсіанське дитя                    | Martian Child                     | Ліз Гордон                           |
| 2008      | ф  | Корпорація Війна                    | War, Inc.                         | Марша Ділон                          |
| 2009      | ф  | Зізнання шопоголіка                 | Confessions of a Shopaholic       | Джейн Блумвуд                        |
| 2009      | ф  | Мій ангел-охоронець                 | My Sister's Keeper                | де Сальво                            |
| 2010      | мф | Історія іграшок 3                   | Toy Story 2                       | Джессі (голос)                       |
| 2010—2010 | с  | Закон і порядок: Спеціальний корпус | Law & Order: Special Victims Unit | Памела Бертон, серія «Локум»         |
| 2011      | мф | Мами застрягли на Марсі             | Mars Needs Moms                   | мама Майло (голос)                   |
| 2011—2015 | с  | Безсоромні                          | Shameless                         | Шейла Галлахер, 44 серії             |
| 2012      | ф  | Переваги скромників                 | The Perks of Being a Wallflower   | доктор Бертон                        |
| 2013      | с  | Офіс                                | The Office                        | біологічна мати Шейли, серія «Фінал» |
| 2015      | ф  | Монстри атакують                    | Freaks of Nature                  | Пег Паркер                           |
| 2017      | ф  | Безсоромна мандрівка                | Snatched                          | Барб                                 |
| 2017      | ф  | Крамниця єдинорогів                 | Unicorn Store                     | Глейдіс                              |
| 2018      | ф  | Родина за хвилину                   | Instant Family                    | місіс Говард                         |
| 2019      | мф | Історія іграшок 4                   | Toy Story 2                       | Джессі (голос)                       |
| 2019      | мф | Клаус                               | Klaus                             | місіс Таммі Крум (голос)             |